# ۱۲۱ وست ترید
۱۲۱ وست ترید یک مجتمع مسکونی واقع در کارولینای شمالی، ایالات متحده آمریکا می‌باشد. معمار این بنا Kohn Pedersen Fox Associates است. تعداد طبقاتش ۳۲ است.